# آلان روسو
آلان روسو (بالفرنسية: Alain Rousseau)‏ هو مدرب كرة قدم ولاعب كرة قدم فرنسي، ولد في القرن 20 في بابيتي في فرنسا.

## وصلات خارجية
- آلان روسو على موقع عالم كرة القدم.نت (الإنجليزية)